# Música acuática

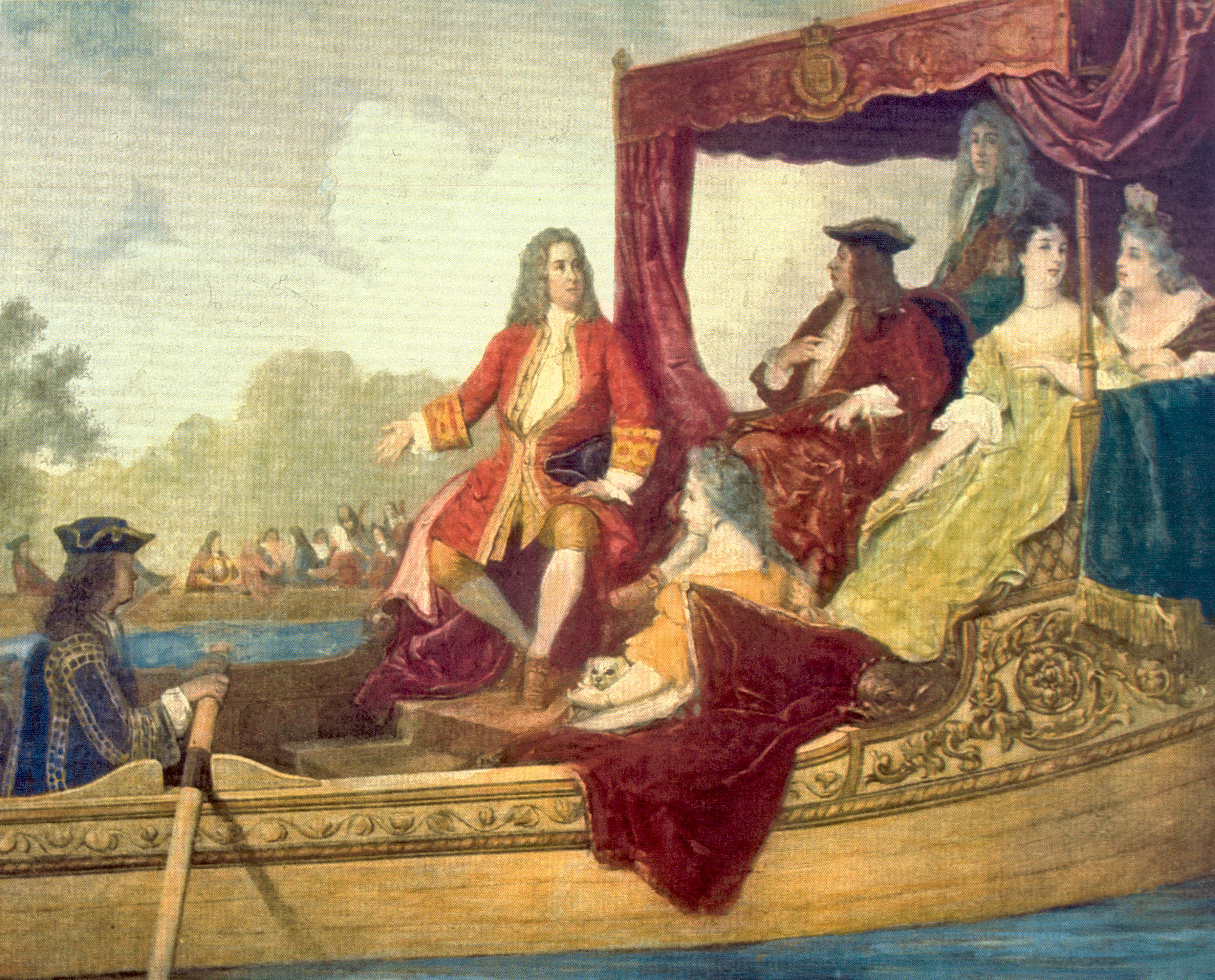
Georg Friedrich Händel (en el centro) con el rey Jorge I el 17 de julio de 1717 en el Támesis. Óleo de Edouard Hamman (1819-1888).

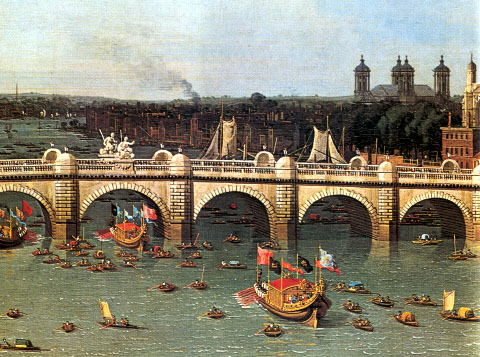
El puente de Westminster en el Lord Mayor's Day por Canaletto, 1746 (detalle)

Música acuática o Música del agua (en inglés Water Music) es una obra del compositor alemán Georg Friedrich Händel. Es una colección de movimientos orquestales, a menudo publicados como tres suites, cuyos números de catálogo son HWV 348, HWV 349 y HWV 350.
Fue estrenada el 17 de julio de 1717 a requerimiento del rey Jorge I para ser interpretada sobre el río Támesis. El concierto fue ofrecido por cincuenta músicos en una barcaza que navegaba cerca de la barcaza real del rey y se dice que este quedó tan complacido que se hubo de interpretar tres veces durante el viaje.

## Música e instrumentación
La Música acuática es una partitura para una orquesta relativamente grande, lo que la hace apropiada para una interpretación en exteriores. La obra incluye los instrumentos propios de una orquesta barroca (excepto el clave): dos trompas, dos trompetas, dos oboes, un fagot, dos flauta dulces, una flauta traversa y los instrumento de cuerda.

## Estructura
La Música acuática comienza con una obertura francesa e incluye minuetos, bourrées y hornpipes. Se divide en tres suites: 

### Suiteen fa mayor (HWV 348)
1. Obertura (Largo – Allegro)
2. Adagio e staccato
3. Allegro – Andante – Allegro da capo Aria
4. Minueto
5. Air
6. Minueto
7. Bourrée
8. Hornpipe[1]
9. Andante
10. Allegro
11. Hornpipe

### Suiteen re mayor (HWV 349)
1. Obertura (Allegro)
2. Hornpipe
3. Minueto
4. Lentement
5. Bourrée

### Suiteen sol mayor (HWV 350)
1. Zarabanda
2. Rigodón
3. Allegro
4. Minueto
5. Jiga

Hay pruebas de tres arreglos diferentes que se encuentran en la edición Gesellschaft de Chrysander de las obras de Händel (en el volumen 47, publicado en 1886), donde los movimientos de las suites en re y en sol están mezclados y publicados como una sola obra con el número HWV 348. Esta secuencia deriva de la primera edición de Samuel Arnold de la partitura completa en 1788 y las copias manuscritas que datan de la época de Händel. La edición de Chrysander también contiene una versión anterior de los primeros dos movimientos de HWV 349 en clave de fa mayor compuestos en 1715 (con partitura original para dos trompas naturales, dos oboes, fagot, cuerdas y continuo), donde además de fanfarrias con trompa y respuestas orquestales, la versión original contenía una elaborada parte para violín solo parecida a un concierto.
La música de cada una de las suites no tiene un orden fijo hoy.

## Primera interpretación
La primera interpretación de las suites de esta Música acuática está documentada en el The Daily Courant, el primer diario británico. Alrededor de las ocho de la tarde del miércoles, 17 de julio de 1717, el rey Jorge I y varios aristócratas se embarcaron en una barcaza real en el palacio de Whitehall, para hacer una excursión por el Támesis en dirección a Chelsea. La marea creciente impulsó la barcaza corriente arriba sin necesidad de remar. Otra barcaza, proporcionada por la Ciudad de Londres, llevaba a unos cincuenta músicos que interpretaron la música de Händel. Otros muchos londinenses se acercaron al río para oír el concierto. Según The Courant, «todo el río en cierto modo estaba cubierto» con barcos y barcazas. Al llegar a Chelsea, el rey abandonó la barcaza, luego regresó a ella alrededor de las once de la noche, para el viaje de vuelta. El rey quedó tan satisfecho de la Música acuática que ordenó que se repitiera al menos tres veces, tanto en el viaje corriente arriba hasta Chelsea como a la vuelta, hasta que puso pie a tierra de nuevo en Whitehall.
Los acompañantes del rey Jorge en la barcaza real fueron, entre otros, la duquesa de Bolton, la duquesa de Newcastle, duque de Kingston, Madam Kielmansegg, la condesa de Godolphin, y el conde de Orkney. La orquesta de Händel se cree que estuvo actuando desde las ocho de la tarde hasta pasada la medianoche, con solo una parada, mientras el rey estaba en Chelsea.
Se rumoreó que la Música acuática fue compuesta para ayudar al rey Jorge a llamar la atención de Londres sobre él y dejara de dirigirse al príncipe, quien por entonces, preocupado de que su tiempo de gobierno fuera corto debido a la larga vida de su padre, celebraba lujosas fiestas y cenas para compensar. La primera interpretación de la Música acuática sobre el Támesis fue la manera en la que el rey recordaba a Londres que él aún estaba allí y demostraba que podía llevar a cabo gestos incluso más grandiosos que los de su hijo.

## Leyendas
Es leyenda que Händel compusiera la Música acuática para recuperar el favor del rey Jorge I. Händel había estado al servicio del futuro rey Jorge mientras era todavía elector de Hanóver, antes de que accediera al trono británico. El compositor de repente perdió el favor al trasladarse a Londres durante el reinado de la reina Ana. Esta historia fue contada por el primer biógrafo de Händel, John Mainwaring; aunque pudo tener cierto fundamento real, el cuento tal como lo narró Mainwaring no es muy creíble para algunos estudiosos de Händel.
Otra leyenda es que el elector de Hanóver aprobó el traslado permanente de Händel a Londres, sabiendo que la separación entre ellos sería temporal. Ambos debían ser conscientes de que el elector de Hanóver con el tiempo accedería al trono británico después de la muerte de la reina Ana.

## Cultura popular y los medios
Muchos fragmentos de la Música acuática se han hecho conocidos en la cultura popular.
Desde 1977 hasta 1996, Walt Disney World presentó movimientos de ambas versiones de la Música acuática como telón de fondo para el Electrical Water Pageant, un desfile de criaturas marinas iluminado por luces eléctricas frente a la costa del Reino Mágico.

## Grabaciones
Hay muchas grabaciones. La Música para los reales fuegos artificiales (1749), compuesta más de 30 años después, para otra representación en el exterior (esta vez, para Jorge II de Gran Bretaña para los fuegos artificiales del Green Park de Londres, el 27 de abril de 1749), a menudo se empareja con esta Música acuática en las grabaciones.